# Sommossa all'Università del Mississippi del 1962
La sommossa all'Università del Mississippi del 1962 (in inglese Ole Miss riot of 1962) fu una rivolta combattuta nella città di Oxford, nello Stato del Mississippi tra i segregazionisti del Sud e le forze federali e statali degli Stati Uniti. Lo scontro, che avvenne durante la presidenza di John Fitzgerald Kennedy, ebbe inizio il 29 settembre del 1962 con i segregazionisti che protestavano contro l'iscrizione di James Meredith, un afroamericano veterano militare dell'esercito USA, presso l'Università del Mississippi (nota localmente come Ole Miss). Due civili furono uccisi in stile esecuzione durante la prima notte, tra i quali il giornalista francese Paul Guihard. Si stima che circa 70 persone rimasero ferite. Entro la fine della sommossa, un terzo degli sceriffi federali americani assegnati al campus fu ferito.

## Antefatti
Nel 1954, la Corte suprema degli Stati Uniti si era pronunciata con la Brown v. Board of Education, una sentenza che dichiarava incostituzionale la segregazione razziale nelle scuole. Meredith si era iscritto in veste di studente legittimo e con una forte esperienza da veterano nell'Air Force e con buoni voti ottenuti in alcuni corsi completati alla Jackson State University. L'amministrazione del presidente John F. Kennedy ebbe ampie discussioni con il governatore Ross Barnett e il suo staff circa la necessità di tutelare Meredith nella scuola, ma Barnett promise pubblicamente di mantenere segregata l'università. Funzionari statali e federali si scambiarono accuse e difese nelle settimane successive alla rivolta, evitando di assumersi delle responsabilità.

## Eventi
Il 29 settembre 1962, James Howard Meredith dichiarò la sua intenzione di iscriversi all'Università del Mississippi e il giorno seguente divenne il primo studente afro-americano ad essere iscritto presso tale istituto. Il suo ingresso era già stato ostacolato dal governatore segregazionista Ross Barnett, sebbene precedentemente si era pronunciato a sostegno di Meredith durante private discussioni con l'amministrazione universitaria.
Studenti bianchi, persone del posto e agitatori raccolti da tutto lo stato fecero scoppiare una rivolta nel campus di Oxford e il procuratore generale Robert F. Kennedy ordinò a 500 US Marshals di sopprimerla. Gli agenti della Polizia di Stato furono ritirati prima che gli US Marshals prendessero il controllo, portando in seguito a dei contrasti riguardo agli agenti su cui scaricare le colpe del degenerare della protesta. Gli US Marshals furono rinforzati da ordini del presidente John F. Kennedy che inviò militari del 503º Battaglione della Polizia Militare e, in ultima analisi, migliaia di soldati, tra cui quelli della United States Border Patrol e della Guardia Nazionale del Mississippi. Il personale medico della US Navy (medici e ospedalieri) legati all'US Naval Hospital di Millington, Tennessee, furono anch'essi inviati all'università.
Il presidente e il procuratore generale Robert Kennedy avevano evitato di usare le forze federali per diversi motivi. Robert Kennedy aveva sperato che i mezzi legali, insieme con la scorta di US Marshals, sarebbero stati sufficienti a costringere il governatore a rispettare la volontà di Meredith. Robert Kennedy era anche piuttosto preoccupato per il possibile scoppio di una "mini guerra civile" tra le truppe dell'esercito degli Stati Uniti ed i manifestanti armati. Questi leader a malincuore decisero di coinvolgere le forze federali dopo che le proteste erano degenerate oltre il limite.
Due uomini sono stati uccisi durante la prima notte di scontri: il giornalista francese Paul Guihard, su incarico per il London Daily Sketch, rinvenuto dietro l'edificio Lyceum ucciso con un colpo di pistola alla parte posteriore della testa,  il ventitreenne bianco Ray Gunter, un riparatore di jukebox che aveva visitato il campus per curiosità. Gunter è stato trovato con una ferita da proiettile alla fronte. Le forze dell'ordine dissero che si trattava di omicidi stile-esecuzione.
Il governatore Barnett è stato multato di 10 000$ e condannato al carcere per oltraggio. Le accuse furono poi respinte dal 5° Circuito della Corte d'Appello. Bob Dylan scrisse e cantò sugli eventi nella sua canzone Oxford Town. Le azioni di Meredith sono considerate come un momento cruciale nella storia dei diritti civili negli Stati Uniti. Malgrado la discriminazione nei suoi confronti, il veterano dell'Air Force si è laureato presso l'università il 18 agosto 1963 in scienze politiche.
Charles W. Aquila descrisse il successo di Meredith con queste parole: 
(Charles W. Aquila)

## La sommossa secondo altri media
Il giornalista sportivo Wright Thompson ha scritto l'articolo Ghosts of Mississippi (2010), in cui racconta il tumulto e la stagione della squadra di football americano di quell'anno, il 1962. È stato adattato come documentario per la ESPN intitolato I fantasmi di Ole Miss (2012), incentrato sulla perfetta stagione della squadra del '62 e i primi scontri nell'autunno di quell'anno per l'integrazione della storica università.

## A seguito della sommossa
- Meredith lottò per la sua ammissione e così il quartiere storico Lyceum-The Circle, dove si tenne la rivolta del '62, è stato designato come un punto di interesse storico a carattere nazionale e statale.
- Una statua di Meredith è stata eretta al campus per commemorare il suo storico intervento contro la segregazione.
- L'università ha condotto una serie di programmi per un anno a cominciare dal 2002 per celebrare il 40º anniversario dalla fine della segregazione scolastica. L'evento si è ripetuto nel 2012 per celebrare il 50º anniversario da tale evento.